# Размера (математика)
У математици, размера представља однос величина два броја, тј. колико се пута одређени број састоји у једном или више понављања другог броја. Приказује се као {\displaystyle a:b}, а чита се „a (на)према b”. Једнакост две размере {\displaystyle a:b=c:d} назива се пропорција.
Размера се често користи у теорији вероватноће да би се показало колико је вероватно да ће се неки догађај десити.